# 部隊
部隊（ぶたい）は、元々は軍隊などの作戦行動の基本的な単位を表すが、自衛隊では機関と区別して部隊を編制している。現代では警察、消防、民間警備会社などの組織においても小規模な数名の班などにも名称として使われる。また、営業部隊、炊き出し部隊など組織の有無や規模の大小に関係なく共通する目的で、集団で行動する人々を部隊と称することがある。

## 歴史
歴史的に部隊は、軍事組織において基本的な単位として組織され、その機能や構成が研究されてきた。
古代ギリシアの軍事組織では約4,000名が一つの統一体として機動し、長槍と盾を装備した重歩兵部隊「ファランクス」が編制されていた。しかし、このような大規模な人員を抱え、かつ単一の職種で編制された部隊では運用する上で柔軟性に乏しかった。古代ローマのレギオンではそのような問題が解決されており、部隊を重歩兵部隊と騎兵部隊の混合として構成し、約120-200名のマニプルと呼ばれる部隊が集まって編制されていた。いくつかの2-3個のマニプルはコホートと呼ばれる部隊を組織し、10個のコホートと騎兵部隊が組み合わさって約4,500-5,000名程度のレギオンという部隊が編制されていた。中世においては騎兵による戦闘が主流で、歩兵を中心とした部隊編制は一時的に廃れていたが、14世紀にスイス歩兵は古代ローマの部隊編制を導入してヨーロッパでの戦闘に革新をもたらした。
中世のヨーロッパでは戦時になると騎士を中心とした封建軍の補強として、傭兵団（フリーカンパニー）と契約していた。当時の傭兵は槍騎兵（フリーランス）が従卒として歩兵や弓兵を連れている形態が多かったため、契約の際には槍の本数＝1戦闘単位としてカウントされた。
日本では騎乗して戦う武者が従卒を連れた小グループを戦闘単位としていた。戦国時代から江戸時代においては、戦闘員である騎馬武者、それを支える各種足軽（弓・鉄砲・槍）隊、物資を輸送する小荷駄隊からなる備が独立した作戦行動を採れる基本単位だった。
次いで火器が開発されたことで軍事組織の部隊の編制は抜本的に見直されることになり、長槍と小銃を装備する歩兵を組み合わせることから始まり、後に銃剣の発明によって全ての歩兵は小銃を装備するに至る。1505年のスペイン軍では近代的な部隊編制を開発し、長槍、刀剣、マスケットを装備した5個の中隊からなる1,000名の歩兵大隊を創設した。これはレギオンよりも小規模な部隊でありながら方陣の隊形で独立して戦闘行動が可能な近代的な大隊であった。しかし、本格的にマスケットが普及してくるにつれて部隊は2列や3列の横隊に整列して射撃により戦闘することが主流となり、また、騎兵部隊や砲兵部隊と連繋するために師団単位で運用されるようになる。フランス革命以後では大隊、連隊、師団という部隊編制が整備されるようになり、ナポレオンによって歩兵部隊は砲兵部隊の戦闘支援の下で運用されるようになる。この頃に軍事組織の基本的な部隊編制として師団、連隊、大隊が形成されたのであり、今日の軍事組織においても広くこの編制が採用されている。

## 部隊と機関の違い
軍事組織において、一般的には、機関が一地に固定して後方支援、教育、募集、調達などの任務を行うのに対し、野外での実力行動を任務とするものを部隊という。
自衛隊の場合、陸上自衛隊では陸上総隊、方面隊その他大臣（防衛庁時代は長官）直轄部隊が、海上自衛隊では自衛艦隊、地方隊、教育航空集団、練習艦隊その他大臣直轄部隊が、航空自衛隊では航空総隊、航空支援集団、航空教育集団、航空開発実験集団その他大臣直轄部隊がある。さらに、統合運用による円滑な任務遂行上一体的運営を図る必要がある場合、陸海空自衛隊の「共同の部隊」を置く事ができる。ほかに、内閣総理大臣が自衛隊に出動を命じた場合に、「特別の部隊」を編成し、又は所要の部隊をその隷属する指揮官以外の指揮官の一部指揮下に置くことができる。これで編成され、または同一の指揮官の下に置かれる部隊が陸海空自衛隊のいずれか2つ以上から成る場合、当該部隊の運用に係る防衛大臣の指揮は統合幕僚長を通じて行い、これに関する防衛大臣の命令は、統合幕僚長が執行するほか、防衛大臣の指揮監督について幕僚長の行う職務に関しては、防衛大臣の定めるところによる、となっている。また、部隊と機関を総称して「部隊等」という。

## 部隊編制
軍事組織において部隊は組織的な作戦行動を遂行する単位であり、複雑な任務を遂行できるような分業的ヒエラルキーで組織されている。それはまず規模によって方面隊・師団若しくは混成団・連隊・大隊・中隊・小隊または区隊・班などの単位に分けられ、それぞれの部隊の任務および職域に応じて上位部隊および隊長を中心とした階級の順位および職務分掌に基づく指揮命令系統により、部隊行動・作戦が展開される。部隊の編制は通信技術の発達の程度によって決定される統制可能な範囲により歴史的に変化してきた。現代の軍事組織の部隊編制はナポレオン時代に形成されたものであり、フランス革命が勃発した時期からナポレオン戦争の時期のフランス軍の部隊編制を参考にしている。この部隊編制は基本的に大隊が横隊戦術で戦い、師団は状況に応じて各大隊を柔軟に運用することを可能にしており、さらに異なる機能を持つ大隊を組み合わせることで戦闘、戦闘支援、戦闘業務支援を行わせることができる。

## 部隊長の階級
部隊長の任用は部隊を編成する組織・機構により異なるが、軍隊一般および警察部隊・消防部隊では以下のような階級の者が任じられている。
| 序列           | 軍隊           | 警察     | 消防             |
| -------------- | -------------- | -------- | ---------------- |
| 軍司令官       | 大将・上級大将 | ---      | ---              |
| 軍団長         | 中将・大将     | ---      | ---              |
| 師団長         | 少将・中将     | ---      | ---              |
| 旅団長         | 准将・少将     | ---      | ---              |
| 連隊長         | 大佐           | 警視正   | 消防総監・消防監 |
| 大隊長         | 中佐           | 警視     | 消防司令長       |
| 中隊長         | 少佐・大尉     | 警部     | 消防司令         |
| 小隊長・区隊長 | 中尉・少尉     | 警部補   | 消防司令補       |
| 分隊長・班長   | 軍曹           | 巡査部長 | 消防士長         |